# بریتانی کلمل
بریتانی کلمل (انگلیسی: Brittany Kolmel؛ زادهٔ ۱۸ سپتامبر ۱۹۸۷) بازیکن فوتبال اهل ایالات متحده آمریکا است.
از باشگاه‌هایی که در آن بازی کرده‌است می‌توان به اسکای بلو اف‌سی، وسترن نیویورک فلش، و اف سی کانزاس سیتی اشاره کرد.
وی همچنین در تیم‌های ملی فوتبال United States women's national under-20 soccer team، زیر ۲۳ سال زنان ایالات متحده آمریکا، و زنان ایالات متحده آمریکا بازی کرده‌است.
وی در مسابقات کشوری و بین‌المللی در مجموع برندهٔ ۱ مدال نقره شده‌است.